# Lansjärv
Lansjärv är en by i och tidigare småort i Överkalix kommun. Byn ligger i nordvästra delen av kommunen, cirka 10 kilometer från gränsen till Gällivare kommun, på östra sidan av E10 och på västra stranden av sjön Övre Lansjärv. Den av Statistiska centralbyrån avgränsade småorten Lansjärv omfattar inte all bebyggelse på orten, utan endast de centrala delarna. 2015 hade folkmängden inom småorten minskat till under 50 personer och denna upplöstes.

## Historia
Redan på 1600-talet fanns det bofasta i Lansjärv. Faktum är att år 1680 anges som det år då byn grundades. Under senare delen av 1700-talet var Lansjärv en rastplats längs en av malmtransportlederna från Gällivare
I augusti 2003 blev det känt för allmänheten att man gjort vissa fynd gjorda i Rackberget. Fynden beräknas vara cirka 8 000–10 000 år gamla. På den tiden nådde havet dit. Man har bland annat funnit fångstgropar och eldstäder. Dessa människor livnärde sig då på jakt och fiske . Man tror också att dessa människor kunde vara bofasta på denna plats. Även andra fynd har gjorts i och omkring Ertsjärv och Lansjärv, (bland annat lappgrav). Eftersom havskust fanns där tidigare, finns det många boplatser efter fiskarna och jägarna som höll till där.

### Stenåldern
Hembygdsforskaren Olof Hederyd som studerat stenåldern i Överkalix har kommit fram till att Lansjärvsområdet, med tanke på landhöjningen efter inlandsisens bortsmältande, avsnördes från havet cirka 3600 f Kr och att det vid den tiden var möjligt att bosätta sig på sjöns stränder. Om någon redan så tidigt bodde här är dock oklart. Då de yxor som upphittats tycks samtida med fynd från andra boplatser, bland annat i Finland, är 3000 f Kr en mer säker tidpunkt. De flesta fynden har gjorts och görs fortfarande på de sjöstränder som en gång var havsstränder med utomordentliga möjligheter till fiske. Litorinahavets vik vid Yttre-Lansjärv torde också enligt Hederyd ha ”vimlat av fisk, fågel, säl och annat havsvilt”.
I sin bok om Överkalix sockenhistoria- Från stenhacka till järntacka skriver Olof Hederyd om Sanningslandet, Lappviken och Talludden som tre namn som blivit klassiska i den norrbottniska forntidsforskningen. Att de förknippas med de boplatser där ett okänt- möjligen flera okända- folk långt före vår tideräknings början, etablerat kring Övre Lansjärvs stränder.

De åtskilliga stenredskap som hittats vid arkeologiska utgrävningar har enligt Hederyd blivit föremål för grundliga utredningar, jämförelser och diskussioner bland arkeologiskt fackfolk. Ytterst lite av allt detta har dock kommit till allmänhetens kännedom.

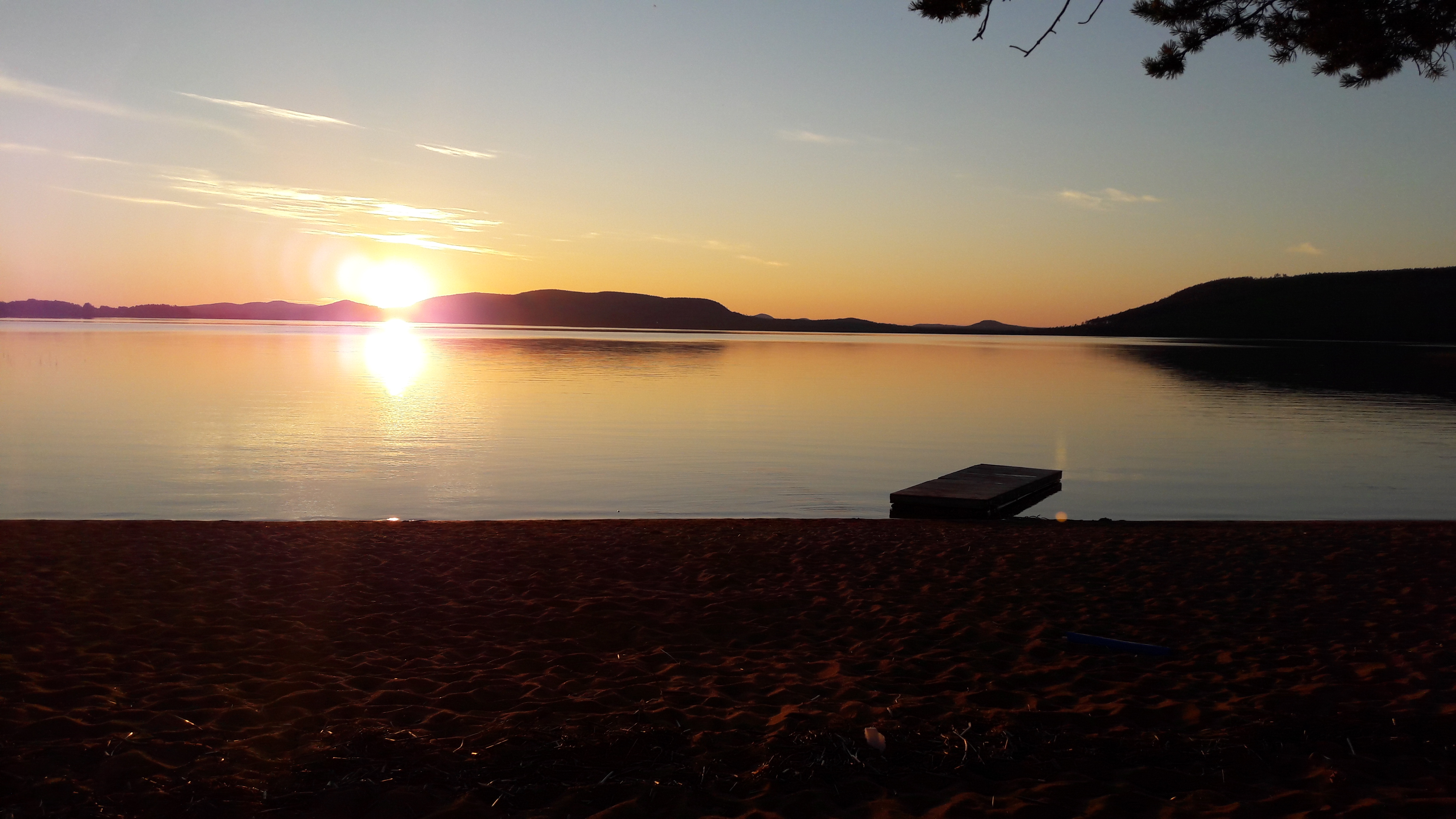
Sanningslandet/Stubblandet och badplatsen ligger 3 km utanför byn Lansjärv. Hit kommer man via Ängesåvägen. På de stränder som omger sjön har mängder av stenåldersfynd gjorts.

Sigurd Dahlbäck, advokat, författare och amatörarkeolog var de sista åren av sitt liv bosatt på gården Inniheden i Lansjärv. Härifrån ägnade han en stor del av sin tid åt att dokumentera bygdens förhistoria. Hans insatser i arkeologiska sammanhang beskrivs av Hederyd som mycket stora, och hans rapporter om fornfynd som ytterst detaljrika och beskrivande. Sigurd Dahlbäck försökte under större delen av 1920-talet få till stånd ett museum för Torne/Kalix älvdalar. Enligt Olof Hederyd försökte han få Nordiska museet intresserat av projektet, men detta var förgäves. Efter Dahlbäcks död 1932 togs de fynd han samlat till Norrbottens museum i Luleå.

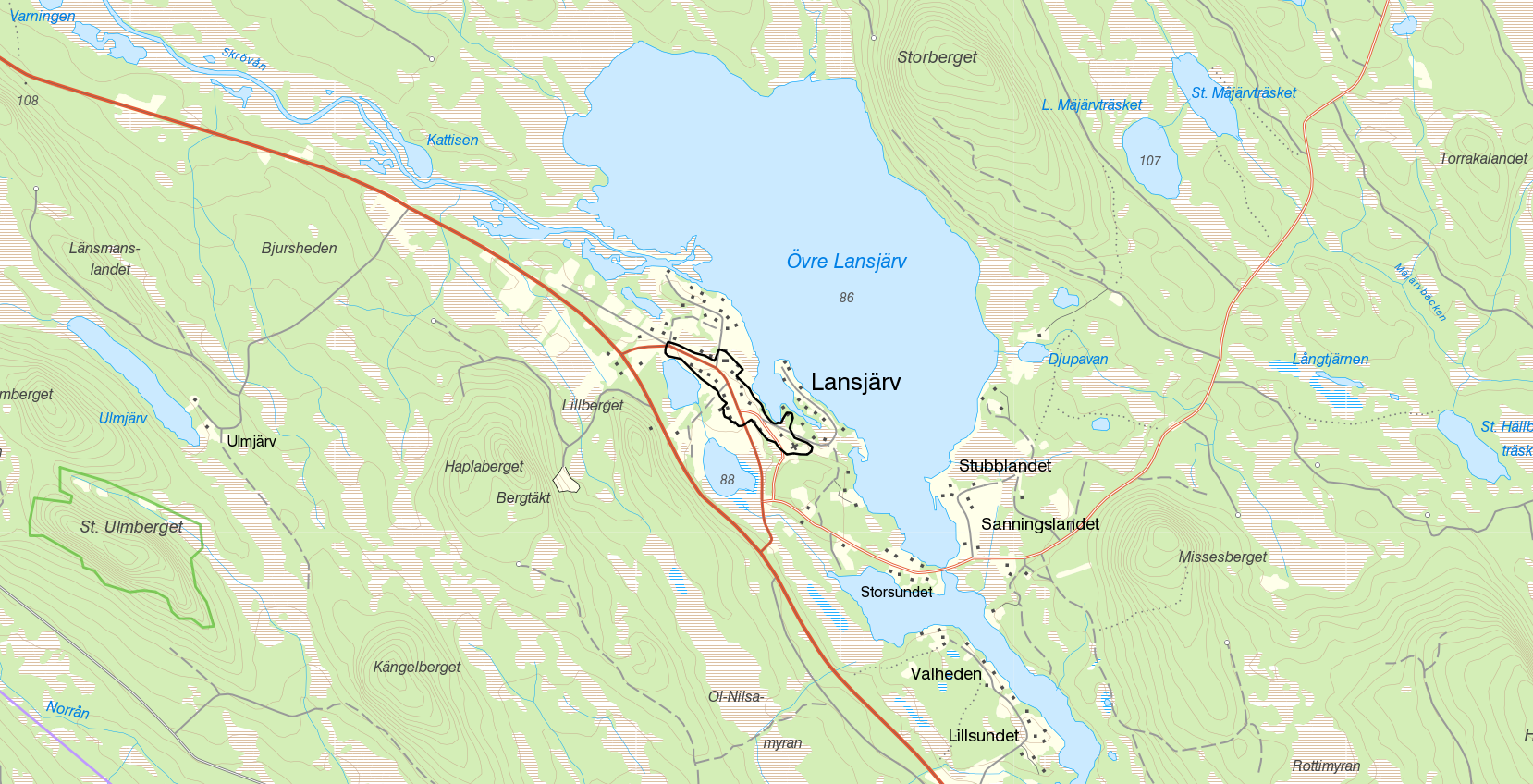
Den av Statistiska centralbyrån avgränsade småorten Lansjärv, med gränserna från småortsavgränsningen 2010.

Arkeologiprofessorn Carl-Axel Moberg byggde sina undersökningar i Lansjärv på Dahlbäcks arbete och utförde den mest omfattande redovisningen av Lansjärvsfynden. Moberg menar att trakten inte bara är betydande i Norrbottens forntidshistoria utan även är en av Fennoskandias mest framträdande stenålderskulturer.

Vill man idag på plats uppleva en liten del av denna gamla historia finns en forntidsstig invid Missisberget nära Gammelkänt och Sanningslandet. Här kan kokgropar och brända stenar ses med blotta ögat och en försänkning i marken beskrivs vara grunden till en hydda med strandtomt och solläge.  

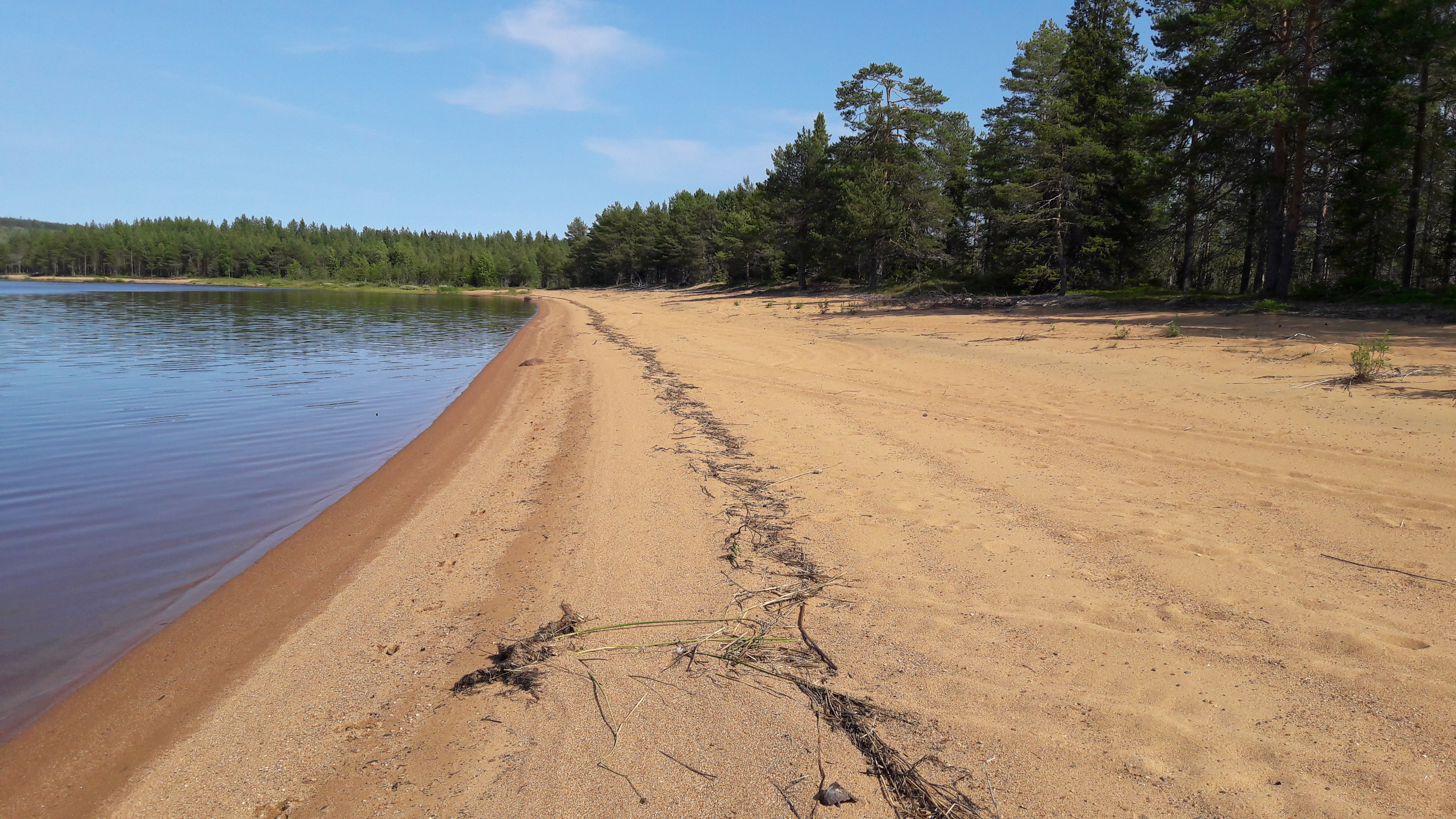

### Administrativa tillhörigheter
Lansjärv ligger i Överkalix socken som bildade Överkalix landskommun i samband med kommunreformen 1863. I samband med kommunreformen 1971 ombildades kommunen till Överkalix kommun, som Lansjärv har tillhört sedan dess.

### Befolkningsutveckling
| Befolkningsutvecklingen i Lansjärv 1960–2010                            | Befolkningsutvecklingen i Lansjärv 1960–2010 | Befolkningsutvecklingen i Lansjärv 1960–2010 | Befolkningsutvecklingen i Lansjärv 1960–2010 | Befolkningsutvecklingen i Lansjärv 1960–2010 |
| ----------------------------------------------------------------------- | -------------------------------------------- | -------------------------------------------- | -------------------------------------------- | -------------------------------------------- |
|                                                                         |                                              |                                              |                                              |                                              |
| År                                                                      |                                              |                                              | Folkmängd                                    | Areal (ha)                                   |
| 1960                                                                    | 1960                                         |                                              | 277                                          | 91                                           |
| 1965                                                                    | 1965                                         |                                              | 273                                          | 85                                           |
| 1970                                                                    | 1970                                         |                                              | 248                                          | 48                                           |
| 1975                                                                    | 1975                                         |                                              | 209                                          | 70                                           |
| 1990                                                                    | 1990                                         |                                              | 111                                          | 25#                                          |
| 1995                                                                    | 1995                                         |                                              | 95                                           | 28#                                          |
| 2000                                                                    | 2000                                         |                                              | 92                                           | 30#                                          |
| 2005                                                                    | 2005                                         |                                              | 67                                           | 31#                                          |
| 2010                                                                    | 2010                                         |                                              | 56                                           | 31#                                          |
| Anm.: Upphörde som tätort 1980. Upphörde som småort 2015. # Som småort. |                                              |                                              |                                              |                                              |

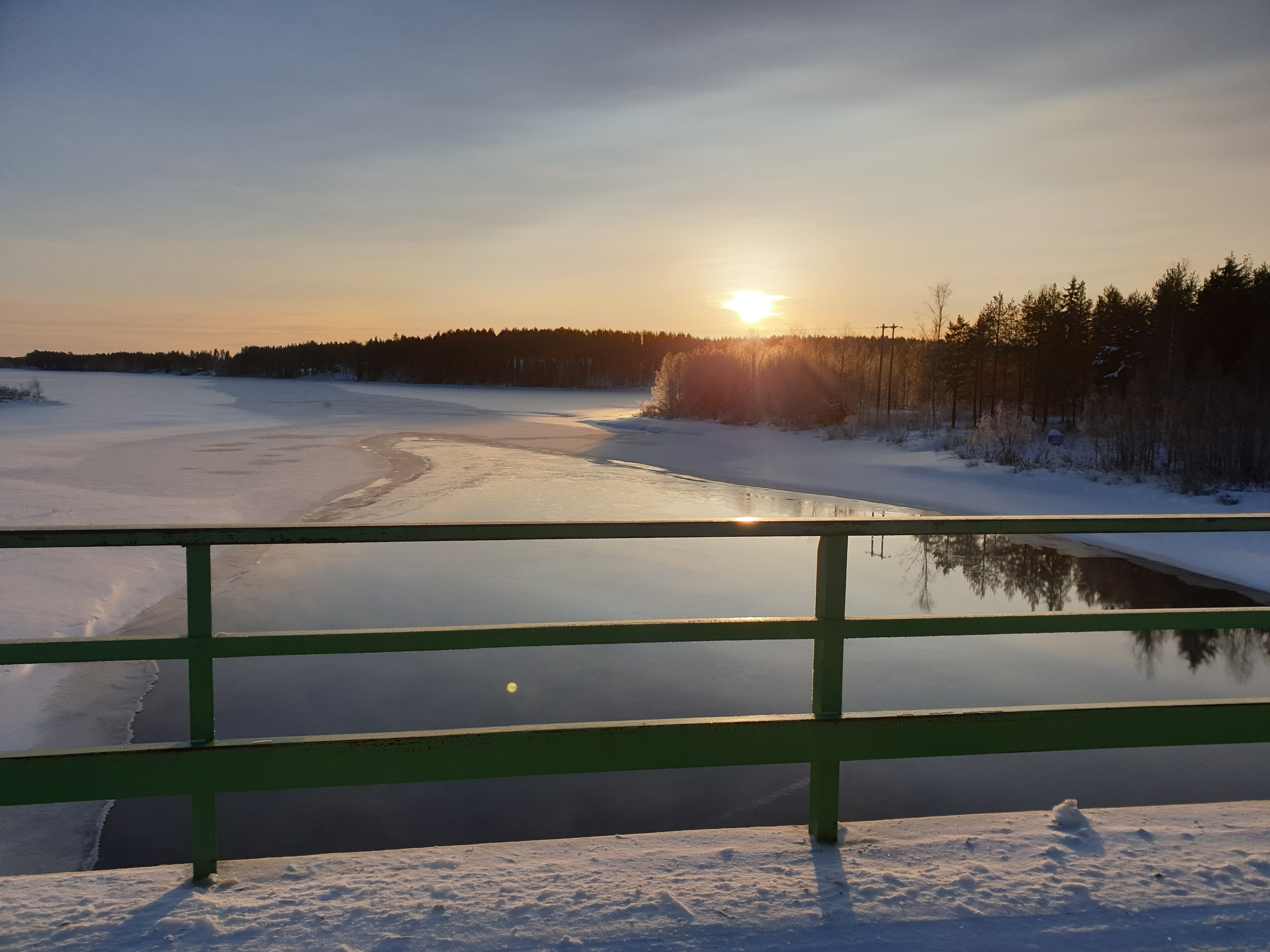
Vattnet fryser sällan vid Storsundsbron i Sanningslandet. Vy nedströms mot Gammelkänt, Valheden och Lillsund.

I samband med tätortsavgränsningen 1975 avgränsades tätorten Lansjärv på den nya ekonomiska kartan. På grund av förändrat dataunderlag hos Statistiska centralbyrån så är småortsavgränsningarna 1990 och 1995 inte jämförbara. Befolkningen inom det område som småorten omfattade 1995 var 113 invånare den 31 december 1990.

## Samhället

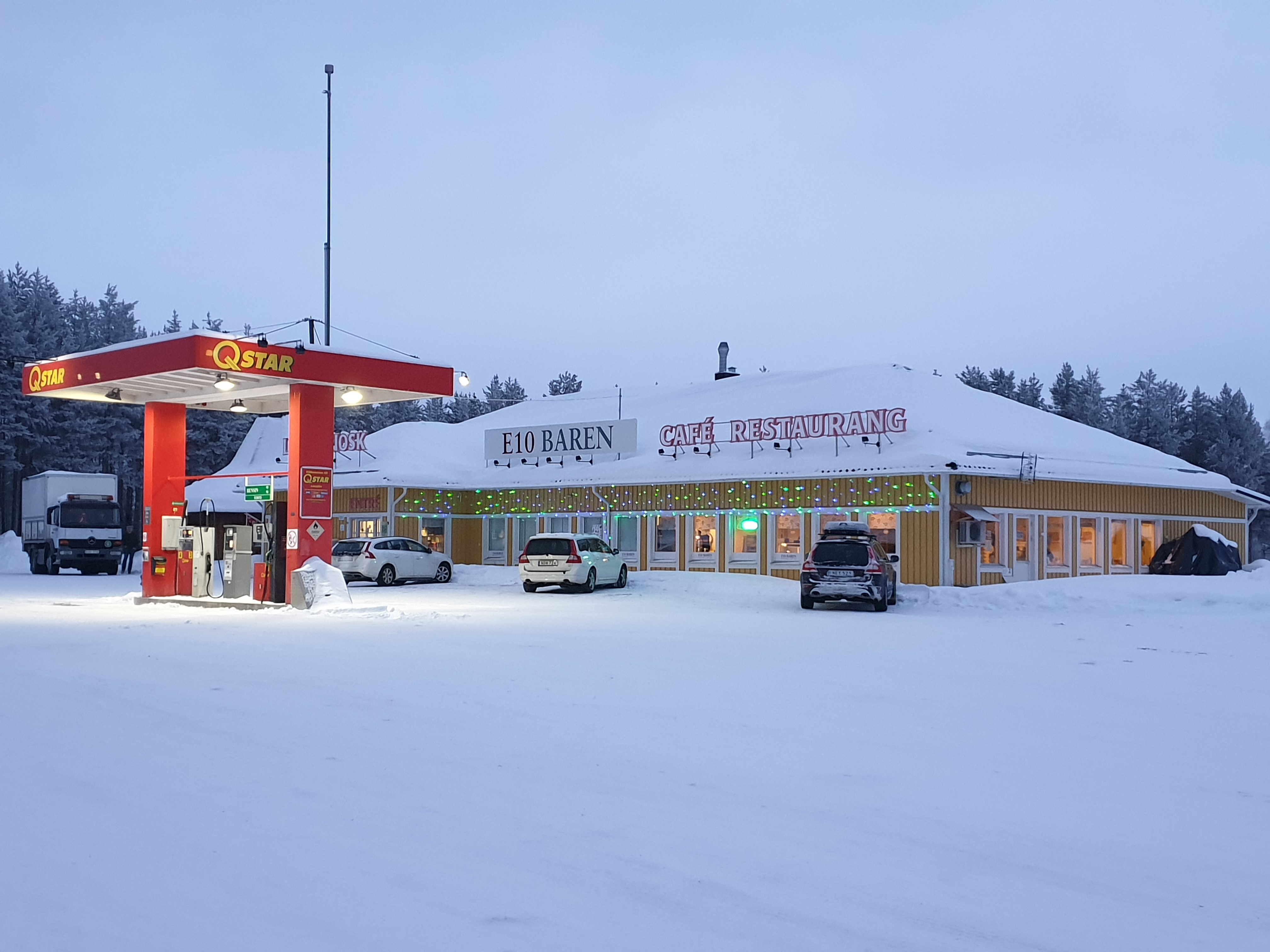
E10-Baren i Lansjärv. Restaurang, kiosk och bensinstation.

Här finns en bagarstuga med vedeldad ugn samt en kyrka. Här finns också ett Folkets Hus där många av byns arrangemang äger rum, och där det finns möjlighet att hyra rum för övernattning. Vid väg E10 ligger restaurangen, kiosken och bensinstationen E10-Baren. Byggnaden totalförstördes i en brand sommaren 2024. Sommartid är de långgrunda och vackert belägna stränder som omger sjön populära tillhåll för ortsbor och semesterfirare.

## Källor

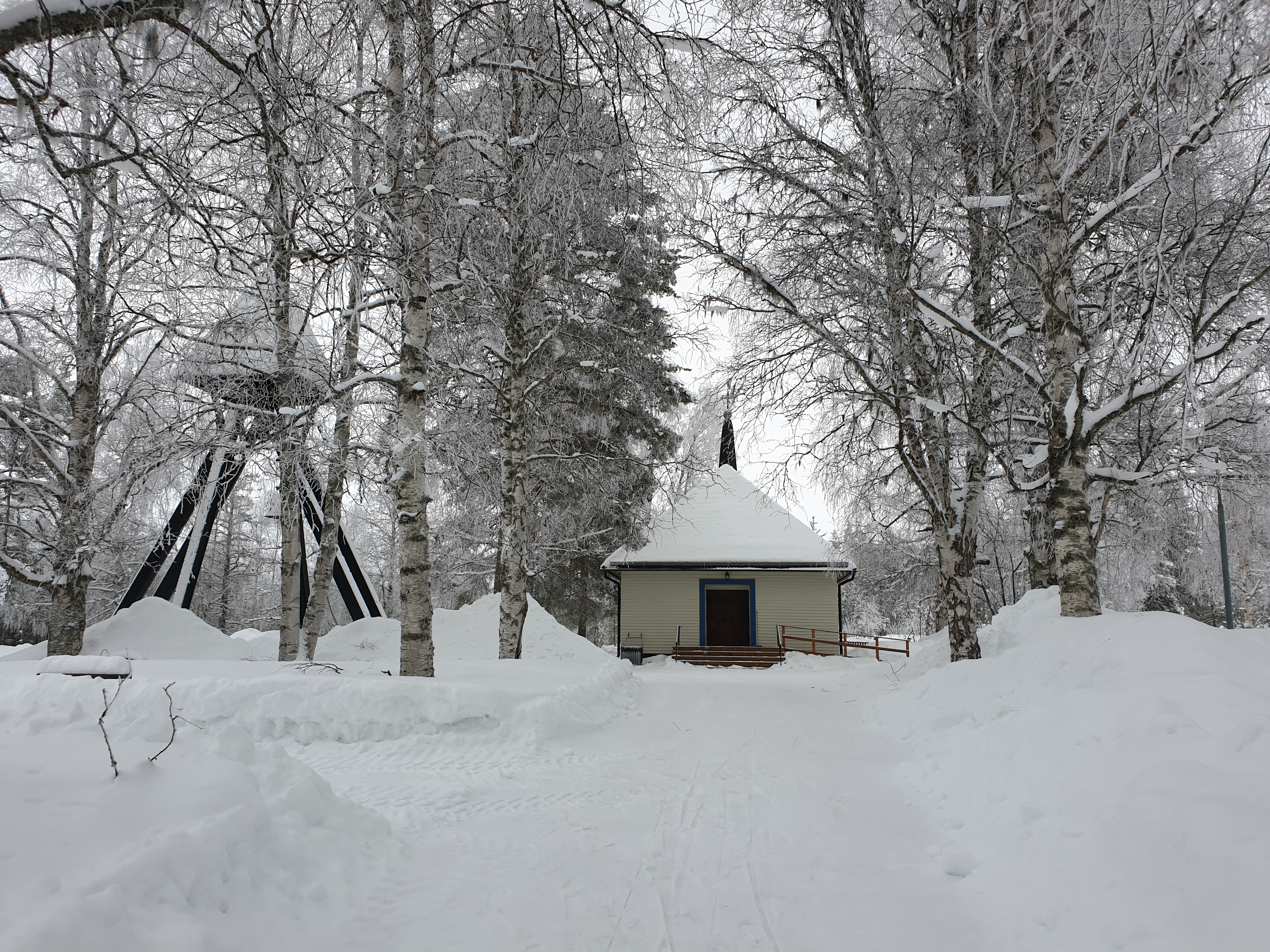
Lansjärvs kyrka